# Aeroportul Binaka
Aeroportul Binaka (IATA: GNS, ICAO: WIMB) este un aeroport din Gunungsitoli⁠(d), Sumatera Utara⁠(d), Indonezia. Aeroportul a fost tranzitat în 2018 de 293.301 pasageri.
Situat la o altitudine de 6 m, aeroportul dispune de o singură pistă.